# Таня Файон
Таня Анна Файон (на словенски: Tanja Anna Fajon) е словенска политичка, председателка на партия „Социални демократи“. През 2009 – 2022 г. е евродепутатка от Словения в Европейския парламент, член на Партията на европейските социалисти. От 1 юни 2022 г. тя е министър на външните и европейските въпроси в правителството на министър-председателя Роберт Голоб. Владее словенски, английски, немски, френски и сърбохърватски език.

## Биография
Родена е на 9 май 1971 г. в град Любляна, Социалистическа република Словения, СФРЮ. Завършва журналистика във Факултета по политически и социални науки на Люблянския университет. През 2005 г. получава магистърска степен по наука и международна политика от колежа по интердисциплинарни изследвания на Парижкия университет.
От 1991 до 1995 г. работи като журналист и помощник-редактор в „Радио Глас Любляна“. През 1993 г. е репортерка и журналистка за словенския всекидневник „Република“. От 1995 до 2001  г. работи за „РТВ Словения“ като местен журналист, а от 2001 до 2009 г. като кореспондент на „РТВ Словения“ в Брюксел. От 1995 до 2001 г. е репортерка на Си Ен Ен. Тя обхваща въпроси от политиката до икономиката и бизнеса в различни страни от Европейския съюз, особено в Белгия, Холандия, Люксембург и Франция.
През 2009 г. тя е избрана за евродепутат от Словения в Европейския парламент от листата на партия „Социални демократи“, свързана с Прогресивният алианс на социалистите и демократите. Била е вицепрезидент на делегацията на Европейския парламент с Хърватия до членството на Хърватия в Европейския съюз и член на Комисията за организирана престъпност, корупция и пране на пари.
Тя става пълноправен член на Комисията по граждански свободи, правосъдие и вътрешни работи, заместник-член на Комисията по транспорт и туризъм и съвместен член на делегацията на Европейския съюз и САЩ. Тя също така служи като заместник-член на Делегацията за връзки с Албания, Босна и Херцеговина, Сърбия, Черна гора и Косово и е докладчик по процеса на либерализиране на визовия режим за Западните Балкани.
В допълнение към задълженията си в борда Файон е заместник-председател на Интергрупата за медиите на Европейския парламент, отговаряща за наблюдението на свободата на печата в Европа. Тя също така е член на интергрупата на Европейския парламент за почтеност (прозрачност, борба с корупцията и организираната престъпност), интергрупата на Европейския парламент за правата на ЛГБТ хората и групата на евродепутатите срещу рака.
Значително допринася гражданите на Албания да получат правото свободно да пътуват до Шенгенското пространство на ЕС без визи. В нейна чест през декември 2010 г. в Тирана, столицата на Албания, е открито кафене на име „Таня Файон“. Това повлиява на Босна и Херцеговина и Молдова да получат свободата на движение в Шенген.
В края на 2014 г. двете основни политически групи в Европейския парламент се споразумяват с избрания тогава председател на Европейската комисия Жан-Клод Юнкер Файон да бъде член на Европейската комисия от Словения. По-късно обаче словенското правителство обявява, че ще номинира Виолета Булц за позицията на еврокомисар в Комисията Юнкер вместо Аленка Братушек.
След изборите през 2019 г. тя е част от многопартийна работна група, отговаряща за изготвянето на петгодишната работна програма на Европейския парламент относно върховенството на закона, границите и миграцията.
След няколкомесечни протести и обявяване от страна на опозиционните партии на бойкот на парламентарните избори в Сърбия през 2020 г., като председател на делегацията за връзки със Сърбия, тя е сред ключовите фигури в междупартийния диалог, с посредничеството на ЕП.
По-късно тя ръководи словенската делегация в политическата група Прогресивен съюз на социалистите и демократите. Тя е автор на няколко документални филма, включително „Възходът на крайната десница в Европа“, „Човешки трагедии на прага на Европа“ и „Конституцията на Европейския съюз“.